# Diogo de Oliveira Barbosa
Diogo de Oliveira Barbosa, noto semplicemente come Diogo (San Paolo, 4 dicembre 1996), è un calciatore brasiliano, attaccante del Plaza Colonia.

## Caratteristiche tecniche
È un centravanti.

## Carriera
Cresciuto nel settore giovanile del Francana, nel gennaio 2020 è stato acquistato dal Plaza Colonia. Ha esordito in prima squadra l'8 agosto 2020 in occasione dell'incontro di Primera División Profesional perso 1-0 contro il Cerro.